# Bickendorf (Kolonia)
Bickendorf, Köln-Bickendorf — dzielnica miasta Kolonia w Niemczech, w okręgu administracyjnym Ehrenfeld, w kraju związkowym Nadrenia Północna-Westfalia, na lewym brzegu Renu. 